# 기상수문국

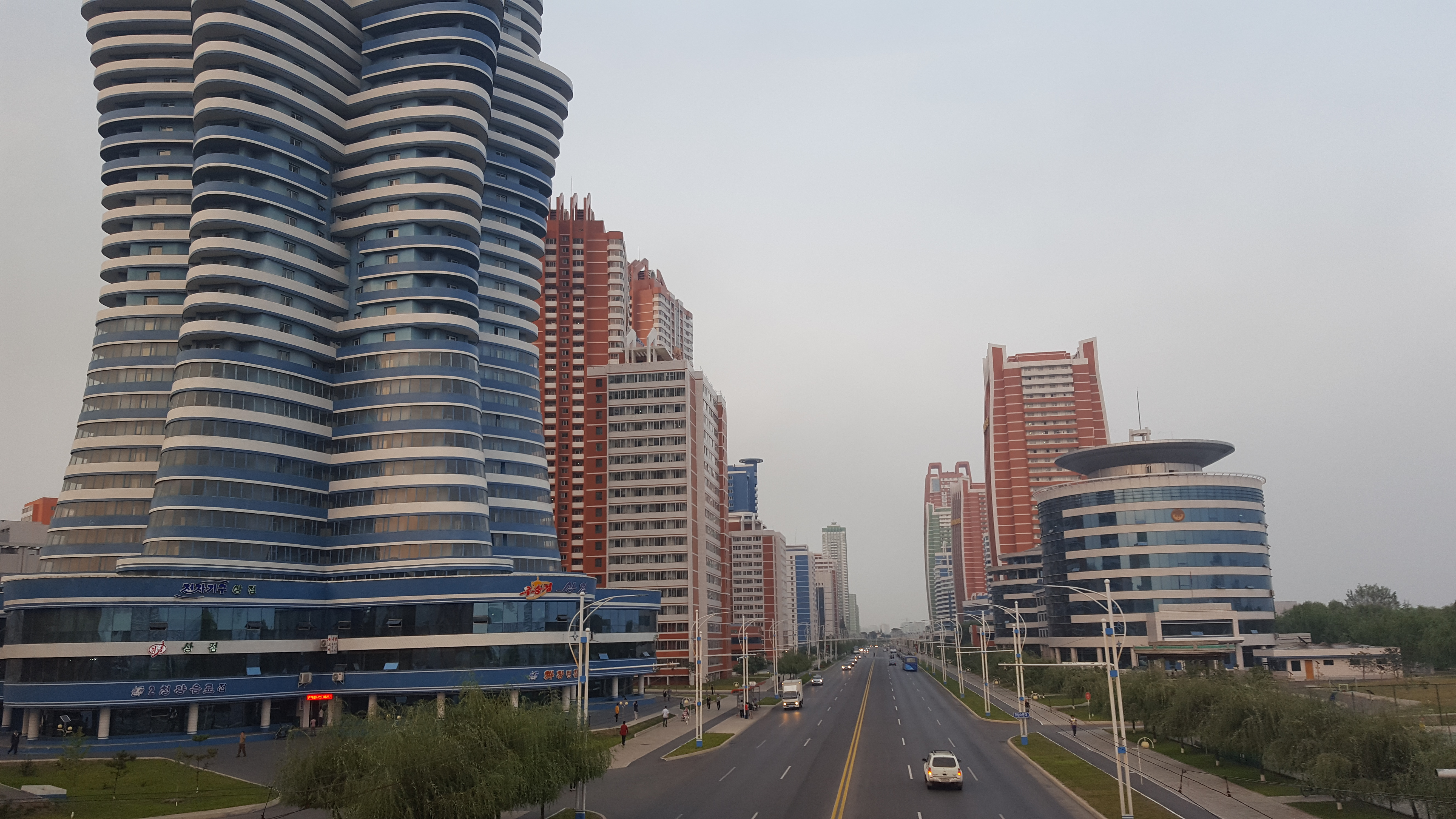
평양 미래과학자거리. 오른쪽 첫 번째 건물은 기상수문국 본부이다.

기상수문국은 기상에 관한 사무를 관장하는 조선민주주의인민공화국 중앙행정기관이다. 1946년에 출범해 1975년 세계 기상 기구에 가입했다.

## 역사
해방직후인 1946년 7월 10일 북조선임시인민위원회 농림국 산하 기관인 중앙기상대로 발족했으며 1952년 9월 내각에 직속된 중앙기상대로 변신했다가 1961년 3월 기상수문국으로 개편됐다. 1975년 5월 세계기상기구(WMO)의 정식성원국이 되었으며, 1978년 11월에는 정부간 해양학위원회에, 1980년에는 국제수문학계획(IHP)에, 1987년 11월에는 남극조약에 가입하였다.

## 조직
- 국장: 고일훈
- 실장: 독고혁철

## 소재지
본부는 평양시 미래과학자거리에 있다.